# Malden (Missouri)
Malden és una població dels Estats Units a l'estat de Missouri. Segons el cens del 2000 tenia 4.782 habitants.

## Demografia
Segons el cens del 2000, Malden tenia 4.782 habitants, 1.914 habitatges, i 1.261 famílies. La densitat de població era de 297,3 habitants per km².
Dels 1.914 habitatges en un 31,7% hi vivien nens de menys de 18 anys, en un 43,2% hi vivien parelles casades, en un 19,1% dones solteres, i en un 34,1% no eren unitats familiars. En el 30,3% dels habitatges hi vivien persones soles el 14,7% de les quals corresponia a persones de 65 anys o més que vivien soles. El nombre mitjà de persones vivint en cada habitatge era de 2,41 i el nombre mitjà de persones que vivien en cada família era de 3.
Per edats la població es repartia de la següent manera: un 27,2% tenia menys de 18 anys, un 8% entre 18 i 24, un 25,1% entre 25 i 44, un 21,9% de 45 a 60 i un 17,8% 65 anys o més.
L'edat mediana era de 37 anys. Per cada 100 dones de 18 o més anys hi havia 76,2 homes.
La renda mediana per habitatge era de 22.910 $ i la renda mediana per família de 27.819 $. Els homes tenien una renda mediana de 30.671 $ mentre que les dones 16.920 $. La renda per capita de la població era de 12.475 $. Entorn del 22,9% de les famílies i el 27,8% de la població estaven per davall del llindar de pobresa.

## Poblacions més properes
El següent diagrama mostra les poblacions més properes.